# FKイガロ1929

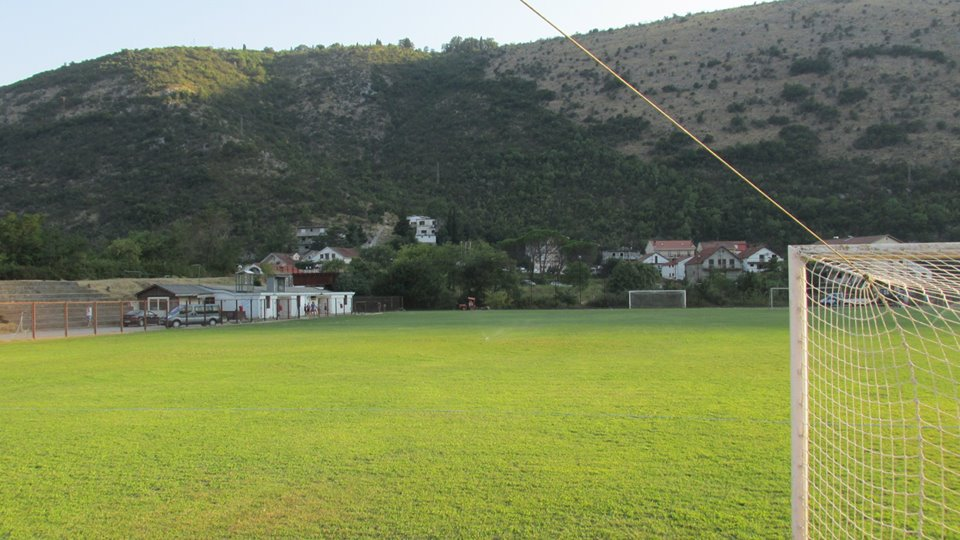
本拠地のスタディオン・ソリラ

フドバルスキ・クルブ・イガロ129（セルビア語: Fudbalski klub Igalo 1929）は、モンテネグロ・イガロを本拠地とするサッカークラブである。

## 歴史
1929年にプリモイェとして設立された。設立以来下部リーグに所属しており、初のタイトルも1976年の4部リーグ優勝であった。
モンテネグロ独立時もトレチャ・ツルノゴルスカ・リーガからの出発であった。2014-15シーズンにはクラブ史上最高成績となるドルガ・ツルノゴルスカ・フドバルスカ・リーガ昇格プレーオフ参戦を記録したが、PK戦の末敗北した。

## タイトル
- トレチャ・ツルノゴルスカ・リーガ: 2010-11, 2019-20
- ツルノゴルスカ・レプブリチカ・リーガ: 1995-96
- モンテネグロ地域4部: 1975–76, 1977–78, 1982–83, 1992–93, 1994–95, 1999-00, 2002–03, 2004-05
- モンテネグロ共和国杯: 1995-96